# Ord Bridge

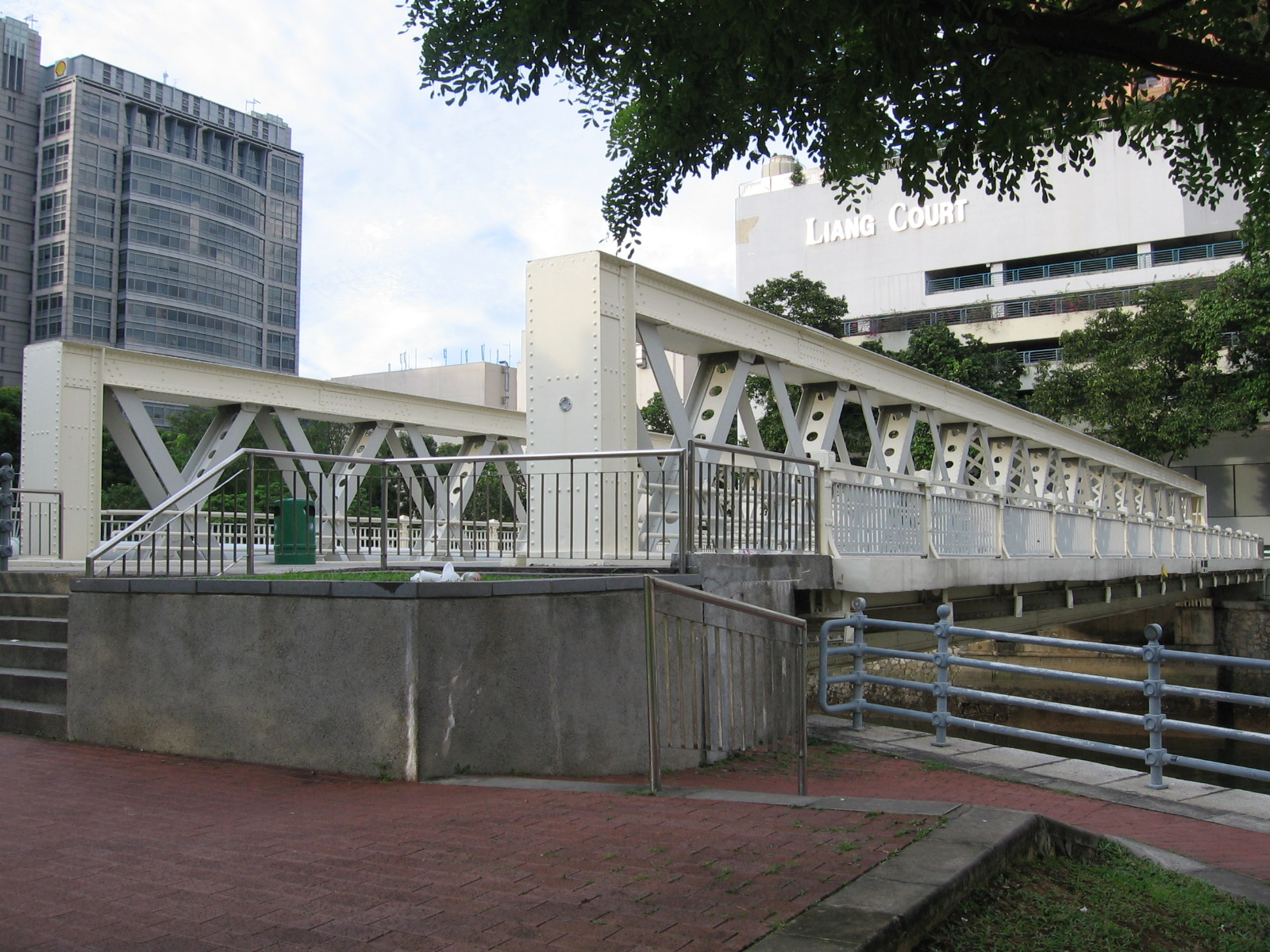
Ord Bridge in Singapur

Die Ord Bridge ist eine Fußgängerbrücke über den Singapore River in Singapur. Sie überquert den Fluss in Clarke Quay im Planungsgebiet Singapore River. Die Brücke ist 41 Meter lang und 7 Meter breit.
1865 befand sich an der Stelle der heutigen Ord Bridge die ABC Bridge, teilweise auch Ordnance Bridge („Artillerie-Brücke“) genannt. Sie verband die River Valley Road mit der Magazine Road, wo die Britische Armee früher in Fort Canning ein Munitions- und Waffendepot unterhielt. Bis auf einigen wenigen Plänen von damals wie auf der Map of Singapore Town von 1881 gibt es über die Brücke keine schriftlichen Aufzeichnungen. Ein weiterer überlieferter Name ist Toddy Bridge: „toddy shops“ hießen Tavernen mit Kokosnuß- und Palmwein, die es in der Nähe gab.
Die neue Ord Bridge Brücke wurde 1886 als Ersatz für die abgerissene ABC Bridge erbaut. Sie bestand aus einer Stahlkonstruktion und wurde nach Sir Harry St. George Ord benannt, dem ersten Gouverneur von Straits Settlements (1867–1873), nachdem diese 1867 den Status einer Kronkolonie erhielten.
2008 wurde die Brücke als Teil des erweiterten Erhaltungsprogramms der Urban Redevelopment Authority ausgewählt.
Im Zuge des Baus eines U-Bahnhofes (MRT Station Fort Canning) musste in der Nähe der Ord Bridge zeitweise ein Umleitungskanal ausgehoben werden. Um für Fußgänger die Verbindung zum Merchant Loop und Merchant Road über diesen Kanal zu ermöglichen, wurde 2012 provisorisch eine Brücke gebaut, die über einen längeren Zeitraum hinaus Temporary Bridge genannt wurde.